# 1994 PB2
1994 PB2 är en asteroid i huvudbältet som upptäcktes den 9 augusti 1994 av Palomar Planet-Crossing Asteroid Survey (PCAS) vid Palomar-observatoriet.
Asteroiden har en diameter på ungefär 7 kilometer och den tillhör asteroidgruppen Koronis.